# روكي غارسيا سانشيز
روكي غارسيا سانشيز هو سياسي مكسيكي، ولد في 2 يناير 1951 في ميناتيتلان في المكسيك. نشط حزبياً في الحزب الثوري المؤسساتي. وقد انتخب عضو مجلس النواب المكسيك ‏.